# Donny Osmond
 (décembre 2022).
Si vous disposez d'ouvrages ou d'articles de référence ou si vous connaissez des sites web de qualité traitant du thème abordé ici, merci de compléter l'article en donnant les références utiles à sa vérifiabilité et en les liant à la section « Notes et références ».
Pour les articles homonymes, voir Osmond.
Donald Clark Osmond dit Donny, est un chanteur, musicien, acteur, producteur, compositeur et scénariste américain né le 9 décembre 1957 à Ogden, Utah (États-Unis).

## Biographie

### DuAndy Williams Showà l'Osmondmania

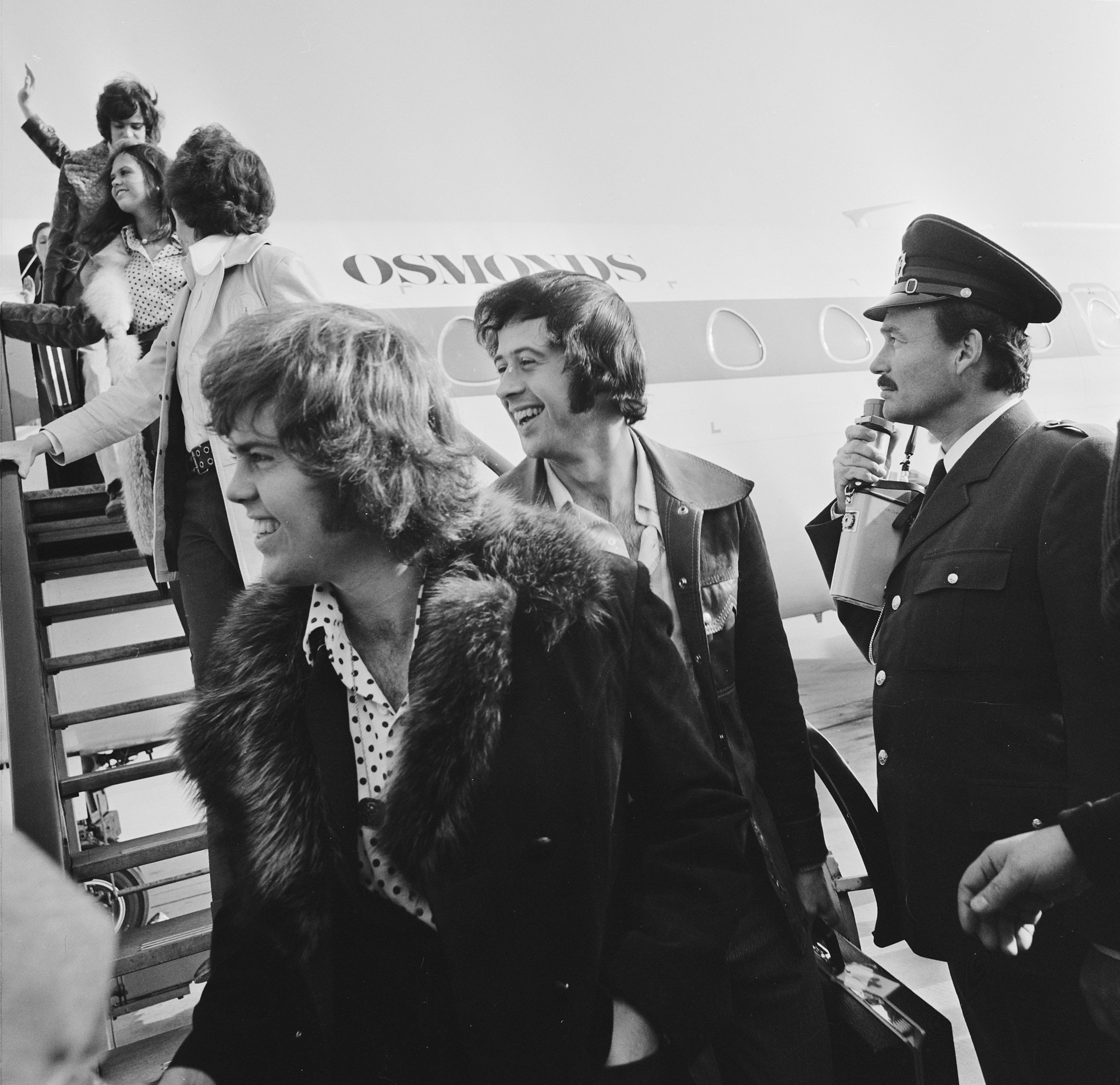
Donny Osmond en 1973.

Donald Clark Osmond est né le 7 décembre 1957 à Ogden, Utah, au sein d'une famille de saints des derniers jours, est le septième garçon d'une fratrie de neuf enfants. Son père George et sa mère Olive quittent l'Utah pour la Californie au début des années 1960 ; c'est là que les frères de Donny, Alan, Merril, Wayne et Jay (« Les Osmond Brothers »), apparaitront comme chanteurs au côté d'Andy Williams. Donny les rejoint à l'âge de cinq ans. Au début des années 1970, les cinq frères entament une carrière pop sous le nom des Osmonds, ils connaissent très rapidement du succès avec des titres comme Down by the lazy river et One bad apple et remportent de nombreux disques d'or[réf. nécessaire]. En parallèle, Donny Osmond entame une carrière solo, en 1972, notamment avec le single Puppy Love. À cette époque chacun des concerts donnés par les Osmond Brothers, jeunes mormons aux sourires éclatants, provoquent l'hystérie, c'est l'« Osmondmania ».

### Du succès duDonny and Marie Showà la faillite
À partir de 1976, Donny âgé alors de 18 ans et sa sœur Marie, 16 ans, avec laquelle il a enregistré de nombreux duos, animent une émission de variétés, qui mêle chansons, humour, interventions d'invités, et très souvent spectacle sur glace : The Donny and Marie Show. Le Show est un véritable succès[réf. nécessaire] et fait gagner des millions de dollars à la famille, qui décide de quitter Hollywood pour l'Utah où ils construiront leurs propres studios de télévision, les « Osmond Studios » situés à Orem. En mai 1978, Donny épouse Debbie au temple de Salt Lake. Son mariage provoquera la déception de nombreuses fans, qui brûleront même ses disques en public. En 1979 l'émission est annulée et ne passera plus à l'antenne, Donny est alors qualifié de has-been, il n'a que 21 ans, et il a déjà derrière lui une carrière de chanteur à succès, d'animateur vedette et d'acteur. De plus de mauvais placements ruinent totalement la famille. Donny traverse alors une période plutôt sombre avec une grande difficulté à se renouveler.

### Le retour du succès
En 1989, Donny revient avec un nouveau succès[réf. nécessaire] Soldier of Love, ce titre signe le renouveau de sa carrière musicale[réf. nécessaire]. À la fin des années 1990, il revient à la télévision avec Marie, mais cette fois comme le coprésentateur d'un talk show. Donny poursuit alors une carrière d'acteur, de producteur et d'animateur de diverses émissions tout en continuant à sortir régulièrement des albums, et en effectuant des tournées surtout aux États-Unis et au Royaume-Uni où lui et ses frères ont toujours de nombreux fans. Donny est le père de cinq garçons et deux fois grand-père. Il reste très apprécié aux États-Unis, où la télévision diffuse de nombreux reportages et documentaires sur lui et sa famille.
En 2006, il apparait dans le clip White and Nerdy de Weird Al Yankovic.
Fin 2009, il remporte la neuvième saison de l'émission à succès, Dancing with the Stars, face à Mya et Kelly Osbourne.
En 2013, il enregistre en duo avec Susan Boyle This Is the Moment (en), titre qui figure sur le troisième album de cette dernière.
En 2019, il participe à la première saison de l'émission The Masked Singer, sous un costume de paon, et termine à la seconde place de la compétition.

## Filmographie

### Comme acteur
- 1998 : Donny & Marie (série TV)
- 1978 : Goin' Coconuts : Donny
- 1980 : The Osmond Family Christmas Special (TV)
- 1982 : The Wild Women of Chastity Gulch (TV) : Frank Isaacs
- 1991 : Nilus the Sandman (série TV) : Trendoid (voix)
- 1999 : Joseph and the Amazing Technicolor Dreamcoat (vidéo) : Joseph
- 2004 : Friends (saison 10, épisode 11 - Celui qui trahissait le pacte) : Donny Osmond

### Comme producteur
- 1978 : The Gift of Love (TV)

### Comme scénariste
- 2004 : Donny Osmond: Live at Edinburgh Castle. (vidéo)

## Postérité
Son titre Sweet and Innocent a été repris dans le clip de la campagne publicitaire télévisée  française de l'automne 2006 de Mercedes.